# Дует Ставреви
Дует „Ставреви“ (Златка и Ирина Ставреви) са сестри, изпълнителки на странджански народни песни.

## Биография
Родени и израснали във фолклорния резерват на Странджа, село Кости, област Бургас, потомки на прокудени от Тракия бежанци.
Дуетът е създаден през 1992 година, като първи представят нов начин на пеене на странджанската песен в дует и така стават истински новатори в разнообразието на стилното странджанско музикално представяне. Със своя талант преборват наложеното дотогава мнение, че странджанската песен не може да се изпълнява в дует. Сестри Ставреви притежават професионален практикум за автентичното странджанско пеене. Първата си професионална и морална подкрепа получават от чародейката на Странджа Магда Пушкарова и Орфеят на Странджа Георги Павлов (певец), както и от д-р Стамат Апостолов – дългогодишен председател на Регионалната тракийска организация в Бургаска област.
След пореден съвместен концерт големият странджански певец Георги Павлов, очарован от таланта на сестри Ставреви спонтанно ги определя като „белите лястовици на Странджа“.

## Творчески път
През творчески си път са работили с известни композитори във фолклорните среди като Константин Филипов, Димитър Колев, Желязко Жеков, Антон Ганчев и проф. Стефан Чапкънов.
Песните, изпълнени от сестри Ставреви, са оригинални образци на странджанската музикално-песенна палитра, представящи рупската етнографска група, типичните за родното им село Кости и региона на т.нар. Хесекия, както и старинни музикални произведения, пренесени от заселилите се от Източна Тракия бежанци. Интересно също е за този творчески тандем, че изпълняват с прецизна точност диалектната форма, защото са естествени носители на странджанския диалект и по-този начин песента запазва своя първообраз, своята автентичност.
Като „визитна картичка“ на сестри Ставреви може да се определи красивата странджанска песен „Деспинка дума майка си“, а също и „Снощи ходих в Бродилово село“, „Мъри Станко“, „Похвалила се Марийка“, „Горо тевна, горо“, „Раделе бяло Кайрачко“, „Георги Кирия караше“, „Димка за вода ходеше“, „Синуле Георги“. Имат издадени няколко музикални филма от БНТ и други национални телевизии. Реализирали са и редица албуми, сред които:
- „Странджански напеви“,
- „Нестинари, господарите на огъня“,
- „Там където Странджа целува морето“,
- „Белите лястовици на Странджа“,
- „Песента любов и утеха“.

## Участия
Сестри Ставреви участват в почти всички тракийски мероприятия, организирани от Тракийско дружество „Антим Първи“ – Бургас, както и в мероприятия и концерти, организирани от Централния съюз на тракийските дружества в България.
През 1995 година дуетът реализира фолклорен концерт в Спортна зала „Младост“ – Бургас по повод 30 години творческа дейност на Златка Ставрева и 5 години странджански дует сестри Ставреви.
През 2000 година странджанският дует реализира голям фолклорен концерт в Театър за драма, опера и балет в град Бургас под надслов „Белите лястовици на Странджа“, организиран от Община Бургас и Тракийско дружество „Антим Първи“.
През 2012 година отбелязват 20 години с концерти в Бургаска област и в подкрепа на Бургас за европейска столица на културата под надслов „От корена на Странджа и морето песента е дух и светлина в сърцето“ – сестри Ставреви и приятели.
Провеждат концерти в Царево, Созопол, Малко Търново, Карнобат, Бургас, Средец, София.
Имат множество участия в телевизионни и радиопредавания по БНТ и БНР. Телевизионните филми „Странджански етюди“ и „Белите лястовици на Странджа“ по БНТ и участие във филма „География на фолклора“ (Странджа) по БНТ. Множество клипове от музикална компания „Сънрайс Маринов“ в телевизия „Сънрайс Мюзик“.
Сестри Ставреви са почетни членове на сдружение „Пазители на българското“ София и носители на златен медал „Капитан Петко войвода“ – най-високо отличие на Съюза на тракийските дружества в България. Имат множество посвещения в стихотворна форма.
| „              | „Благословенни да сте лястовици бели, на Странджа легендарна дъщери, от Странджанската зеленика хубост взели, благословенни да сте Ставреви сестри“ | “ |
| Елена Великова | |   |